# ممفیس، فلوریدا
ممفیس (به انگلیسی: Memphis) یک منطقهٔ مسکونی در ایالات متحده آمریکا است که در شهرستان ماناته، فلوریدا واقع شده است. ممفیس ۸٫۲ کیلومتر مربع مساحت و ۷٬۲۶۴ نفر جمعیت دارد و ۶ متر بالاتر از سطح دریا واقع شده است.